# Bagre (género)
Bagre es un género de peces actinopeterigios marinos y de agua dulce, distribuidos por costas y ríos de América, tanto en la costa este del océano Pacífico como en la costa oeste del océano Atlántico.

## Especies
Existen cuatro especies reconocidas en este género:
- Bagre bagre (Linnaeus, 1766)
- Bagre marinus (Mitchill, 1815)
- Bagre panamensis (Gill, 1863)
- Bagre pinnimaculatus (Steindachner, 1876)